# قاضی محمد
قاضی محمد (اردیبهشت ۱۲۷۹ – ۱۰ فروردین ۱۳۲۶)، قاضی و سیاست‌مدار اهل مهاباد در سال ۱۹۴۶ میلادی بود. او پیش‌تر قاضی شهر مهاباد بود، که بعد از جنگ جهانی دوم رهبر سیاسی حزب دموکرات کردستان ایران و جمهوری مهاباد را بر عهده گرفت. پس از عقب‌نشینی ارتش شوروی از خاک ایران، قاضی محمد توسط دادگاه محلی به اتهام همکاری با ارتش شوروی محکوم؛ و در میدان چهارچراغ شهر مهاباد اعدام گردید.

## ابتدای زندگی

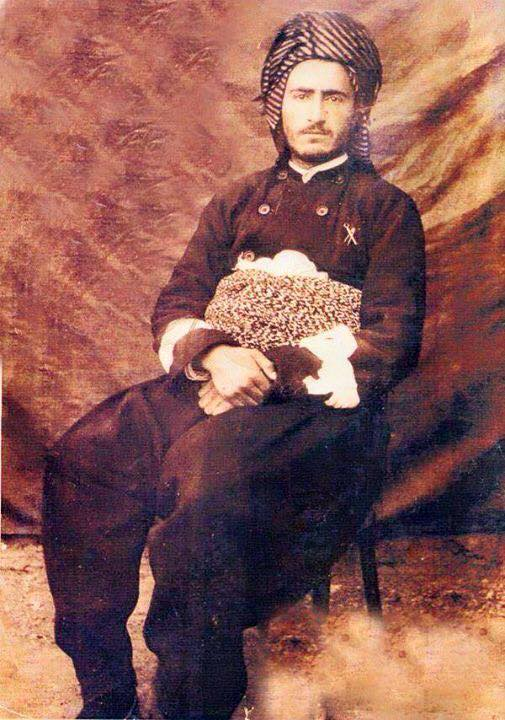
قاضی محمد

جد قاضی محمد، از گرجستان به منطقهٔ سابلاغ یا ساوجبلاغ مکری (مهاباد) در دورهٔ بداق سلطان مهاجرت کرده بودند. قاضی محمد فرزند قاضی علی در یک خانواده مذهبی در مهاباد به دنیا آمد. پدر قاضی محمد از خان‌های سرشناس منطقه و همچنین قاضی شهر مهاباد بود. پس از مرگ پدرش، قاضی محمد به جای او قاضی شهر شد.
در هنگام حملهٔ سپاهیان روس در جنگ اول جهانی، میرزا فتاح (عموی پدر قاضی محمد) و سه نفر از فرزندان میرزا فتاح توسط روس‌ها کشته شدند. در سال ۱۳۱۵، قاضی محمد به عنوان ریاست معارف شهر مهاباد برگزیده شد و تا سال ۱۳۲۱ رئیس جمعیت شیر و خورشید مهاباد نیز بود. خانوادهٔ قاضی محمد مذهبی و از خان زادگان بودند. این خاندان، از عواید روستاهایی که در اطراف بوکان داشتند، گذران زندگی می‌کردند. قاضی محمد در ابتدا، از دوستان و نزدیکان حکومت مرکزی ایران بود. حتی در جریانِ شورش سمکو و قتل‌عام و غارت مهاباد توسط اسماعیل سیمیتقو (سمکو)، چند تن از نزدیکان و فامیلان قاضی محمد کشته شدند. از دورهٔ رضاشاه پهلوی، قاضی محمد تا سال ۱۳۲۱ شمسی به‌عنوان کارمند دولتی خدمت می‌کرد.

## طرح استالین برای آشوب افکنی در ایران
در ژوئن ۱۹۴۳ (خرداد ۱۳۲۲)، شوروی بدون اطلاع دولت ایران و شاه، یک تیم توپوگرافی نفت به ایران گسیل کرد. آنها در لباس مهندسان ارتش به گیلان و مازندران سفر کردند و تنها مأموریتشان، ارزیابی چند و چون ذخائر گاز و نفت شمال ایران بود. آنچه این گروه مهندسان کشف کردند، برای استالین و رئیس پلیس او، بریا، شگفت‌انگیز بود. آن‌ها دریافتند که ذخایر نفت و گاز شمال ایران، کمتر از حوضچه نفت و گازی جنوبی ایران نیست و تحت کنترل بریتانیا قرار ندارد. البته استالین از اوایل قرن بیستم، یعنی زمانی که در جوانی در باکو، ابتدا گانگستر و سپس فعال انقلابی بود، می‌دانست که این خطهٔ دریای خزر، نفت خیز است و در آن روزها، باکو را «بزرگ‌ترین شهر نفتی دنیا» می‌خواند.
در یادداشتی مورخ ششم ژوئن ۱۹۴۵(۱۵ تیر ۱۳۲۴) که به ظاهر به امضا دفتر سیاسی کمونیست شوروی (ولی به گمان مورخان به قلم شخص استالین) بود، حزب کمونیست آذربایجان شوروی موظف شده بود، همه اقدام‌های لازم «برای ایجاد جنبشی جدایی‌طلبی در آذربایجان و دیگر استان‌های شُمالی ایران اتخاذ کند». حزب کمونیست همچنین موظف شد «در میان کردهای شمال ایران، وارد فعالیت شود و آن‌ها را به ایجاد کردستان مستقلی ترغیب کند. در همین زمان، عبدالصمد کامبخش (دبیرکل حزب توده ایران) به باکو فراخوانده شد و در آنجا دستور گرفت تشکیلات حزب توده در آذربایجان را یکجا منحل و همه افراد را در تشکیلات جدیدی به نام «حزب دموکرات آذربایجان» عضو کند. برای مثال، از پنج عضو حزب دموکرات در تبریز، چهار نفرشان پیش از جنگ در شوروی زندگی می‌کردند.
استالین در فرمان مخفیانه ای ۱۳ ماده‌ای به میرجعفر باقروف (رئیس‌جمهور آذربایجان شوروی و همچنین بنیانگذار فرقه دموکرات آذربایجان) به تأسیس حکومت خودمختار کردی هم اشاره بود.

## مبارزات سیاسی

### در امور بین‌المللی

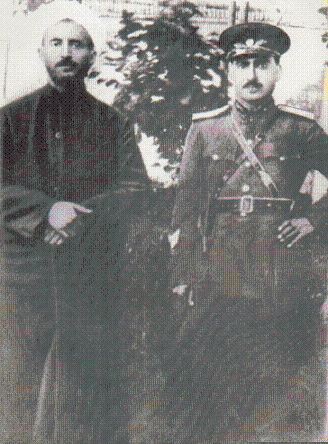
قاضی محمد در سمت چپ و ملا مصطفی بارزانی در سمت راست

زندگی قاضی و مبارزات سیاسی وی با حزب دموکرات و جمعیت احیای کردستان (ژ-کاف) درهم تنیده شده بود. در ۲۵ شهریور ۱۳۲۱ عده‌ای از عشایر محلی نخستین سازمان کردی با عنوان جمعیت تجدید حیات کردستان (کۆمه‌ڵه‌ی ژیانه‌وه‌ی کوردستان) که بعداً به ژ-کاف معروف گردید، تأسیس کردند. این حزب تماماً محلی بود. بنیان‌گذاران آن یازده مهابادی بودند که با کمک و توصیهٔ میرحاج نمایندهٔ حزب هیوای عراق آن را تأسیس کردند.
زمینه‌های تشکیل ژ-کاف به زمان جنگ جهانی دوم و انحلال کشور عثمانی و تبدیل آن به کشورهای کوچک که دولت‌ملت‌ها تشکیل شدند؛ ولی کردها از آن بی‌نصیب ماندند و ضعف حکومت مرکزی و همچنین قیام شیخ سعید پیران، شیخ عبدالقادر و کلنل احسان نوری پاشا در کردستان ترکیه برمی‌گردد که حس ملی‌گرایی را در کردها تقویت کرد.
بر پایهٔ مرام‌نامه ژ-کاف، ادارهٔ امور به دست کردها (یا مردمان بومی)، آموزش به زبان مادری، انتخاب رؤسای ادارات از کردها، تشکیل انجمن‌های ایالتی و ولایتی خواست آنان بود. ژ-کاف اساسنامهٔ حزب هیوا را با کمی تغییر انتخاب کرد. دبیرکل ژ-کاف عبدالرحمن ذبیحی بود. همچنین مجلهٔ این سازمان «نیشتمان» (میهن) نام داشت.
پس از پایان جنگ جهانی دوم و خروج نیروهای متفقین از ایران، فضای سیاسی ایران دستخوش آشوب و ناآرامی شد. در این شرایط، مناطق کردنشین که از دیرباز با فقر، تبعیض و غفلت حکومت مرکزی مواجه بودند، فرصت را برای طرح خواسته‌های خود مناسب دیدند.
در بهمن ۱۳۲۴، جمهوری مهاباد با رهبری قاضی محمد و حمایت نیروهای محلی اعلام موجودیت کرد و به مدت یازده ماه دولت بر مهاباد و شهرهای اطراف حکومت کرد.
شکل‌گیری ژ-کاف بدون اطلاع مقامات شوروی و سایر کشورها بود؛ ولی وقتی نفوذ آن را در منطقه دیدند (حدود چند هفته پس از تأسیس اعضایش به صد نفر بیشتر هم رسید)، تصمیم گرفتند برای تحکیم موقعیت خود از آن‌ها حمایت کنند. در دیدار نخست با شوروی (پیش از تشکیل جمعیت احیای کرد) عده‌ای از سران و افراد با نفوذ کرد به آذربایجان دعوت شدند و توسط جعفر باقروف از آن‌ها پذیرایی شد و مناطق صنعتی مهم آذربایجان را دیدند. باقروف به آن‌ها قول داد که شوروی از آن‌ها در راستای تشکیل یک ایالت خودمختار کردنشین از آن‌ها حمایت می‌کند.
در سپتامبر ۱۹۴۵، بار دیگر قاضی محمد و عده‌ای دیگر از شخصیت‌های جمعیت احیای کرد که توسط قاضی محمد سرپرستی می‌شد به شوروی دعوت شدند و با جعفر باقروف، نخست‌وزیر جمهوری آذربایجان شوروی دیدار کردند. جعفر باقروف قاضی محمد را در اینگونه خطاب قرار داد که کردها فعلاً در تشکیل کشور کردستان بزرگ عجله نکنند و خواست و اهداف کردها از طریق خودمختاری آذربایجان تحقق یابد. قاضی محمد صریحاً به جعفر باقروف گفت که نمی‌خواهند سرنوشت آنها با سرنوشت آذربایجان یکی باشد؛ بلکه هدف اصلی آن‌ها این است که با کردهای عراق و ترکیه متحد شده و جمهوری کردستان بزرگ را تشکی دهند.در مهر ۱۳۲۴ قاضی محمد از ملامصطفی بارزانی که تقریباً ده‌هزار نفر بارزانی شامل سه‌هزار جنگجو و دوهزار خانوار به همراه داشت، دعوت نمود تا به منطقه مکریان در کردستان بیاید. ملا مصطفی نیز که تحت فشار بمباران‌های مداوم ارتش عراق قرار داشت، از طرف مرز اشنویه (اشنو) وارد ایران شد و شوروی نیز با آن مشکلی نداشت و اجازه داد. این عده در اطراف اشنویه و پیرانشهر و مهاباد و تکاب و چند جای دیگر به‌طور پراکنده ساکن شدند. با ورود بارزانی‌ها به ایران و قدرت گرفتن ژ-کاف در منطقه، مسئلهٔ بین‌الملی به خود گرفت و اعضای آن درصدد ایجاد کردستان بزرگ برآمدند. در مرداد ۱۳۲۳ اعضای ژ-کاف با هیئتی مشتکل از کردهای ایران، عراق، ترکیه و سوریه پیمانی را امضا کردند. این پیمان به سی سنور (سه مرز) معروف گردید (به این دلیل به آن سی سنور می‌گویند که ملاقات در بین ارومیه-اشنویه در مه رگور در کوه دالانپر انجام شد که مرز سه کشور ایران، عراق و ترکیه است). هدف از این پیمان آشنا کردن جهان با کردها و مبارزات آن‌ها و همچنین تشکیل کردستان بزرگ بود. قاضی محمد در دیدارهای خود با جعفر باقروف آنها را متقاعد کرد که از کردستان حمایت کنند. پیش از آن نیز نماینده ژ-کاف در دیدار با سرکنسول شوروی در ارومیه (رضائیه آن وقت) درخواست کمک مادی و معنوی کرد دولت شوروی نیز برای اهداف سیاسی خود، از آنها حمایت نمود، ژ-کاف را مسلح کرد، خانه و سازمان تبلیغات شوروی در مهاباد را به عنوان رابط اصلی جمهوری مهاباد و شوروی و ارائهٔ کمک‌های فرهنگی تأسیس کرد؛ اما وضعیت جمهوری کردستان (مهاباد) با جمهوری آذربایجان تفاوت زیادی داشت. علاوه بر ایران، عراق و ترکیه نیز درگیر مسئله کردها بودند و شوروی از این بابت بسیار آگاه بود؛ ولی جمهوری آذربایجان مورد حمایت آذربایجانِ شوروی و ترکیه بود، و نیز هر دو مایل بودند آن را با خود متحد کنند. به همین دلیل روابط شوروی با جمهوری کردستان و شخص قاضی محمد تا دیدار دوم نیز بسیار مبهم بود و شوروی به‌طور کلی آن را در ابهام قرار داد که مبادا با واکنش دولت‌های عراق و ترکیه مواجه شود. بعد از دیدار دوم میان سران ژ-کاف با آذربایجان شوروی، دیداری میان سران جمهوری آذربایجان و کردستان صورت گرفت. ایدهٔ شوروی این بود که آذربایجان ایران را به آذربایجان شوروی پیوند دهند. در این دیدار وزیر فرهنگ آذربایجان کردها را دعوت کرده بود که خودمختاری کردستان را داخل آذربایجان ادامه دهند قاضی محمد در پاسخ گفت که اگر قرار است به کشوری دیگری بپیوندند چرا به ایران نپیوندند که تنوع اتنیکی بیشتری هم دارد.

### در داخل ایران
قاضی محمد کاملاً فهمیده بود که نقشهٔ روس‌ها پیوند کردستان و آذربایجان ایران به شوروی است؛ چون در حقیقت کمترین ضرر برای شوروی در همین بود. که البته بعداً استراتژی خود را عوض کردند تا حکومت خودمختار آذربایجان را در ایران به وجود بیاورند تا حداقل موجب ضعیفی ایران و قطع همسایگی با شوروی در شمال غرب شود و همچنین حکومتی در آنجا حامی خود داشته باشد. در حقیقت، مهم‌ترین حامی شوروی نیز همان حکومت جمهوری آذربایجان بود؛ چون اکثریت دست‌اندرکاران جمهوری کردستان مذهبی بودند و از رواج کمونیسم و افکار کمونیستی ترسیده بودند. پیش از آن فعالیت ژ-کاف مبتنی بر نظم شدید و پنهان بود بعد از بازگشت قاضی محمد به مهاباد، به پیشنهاد قاضی محمد، ژ-کاف فعالیت خود را علنی کرد و برای روشن‌تر شدن برنامه‌هایش نامش به حزب دموکرات کردستان ایران تغییر یافت. برنامهٔ حزب دموکرات کردستان ایران تشریح شد و به امضای صدوپنج تن رسید و بدین ترتیب حزب دموکرات با همان زیربنای جمعیت تجدید حیات کردستان فعالیت‌هایش را علنی کرد. فقط چند تغییر کوچک در کادر و اعضای حزب روی داد و ذبیحی تبدیل به یکی از اعضای ساده حزب دموکرات شد؛ ولی در وی تغییری روی نداد و از این بابت ناراحت نشد.

## اعدام

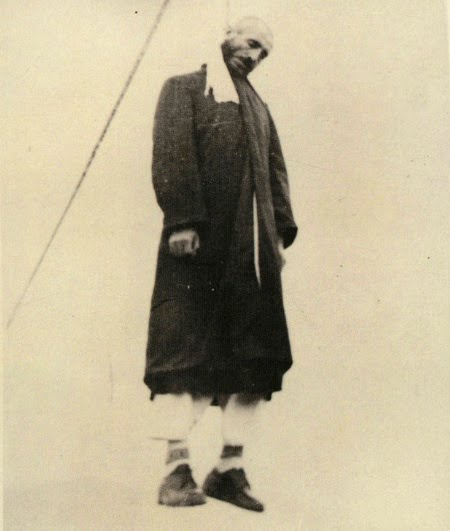
فارسی: اجرای حکم اعدام قاضی محمد در میدان چهارچراغ مهاباد، ۱۰ فروردین ۱۳۲۶

فرمان ژوزف استالین به میرجعفر باقراف، برگ اول

فرمان جوزف استالین به باقراف، برگ دوم

پس از بیرون رفتن نیروهای شوروی از مناطق اشغال شدهٔ شمال غربی ایران، عملیات ارتش و بازپس‌گیری زنجان آغاز می‌شود. قاضی محمد و صدرقاضی و سیف قاضی، همراه با هفت نفر دیگر شورای جنگ را تشکیل می‌دهند تا با ارتش شاهنشاهی مقابله کنند فردای آن روز نیز در مسجد عباس آقا، صدر قاضی کنار قاضی محمد می‌ایستد و چنین نطق می‌کند «دولت مرکزی قادر نیست در جبهه‌های آذربایجان و مهاباد همزمان بجنگد من قریب ۳ سال در تهران بودم و به خوبی از روحیهٔ سربازان و درجه‌داران و افسران ارتش مطلع هستم دولت در سقز و سردشت و تکاب نیرویی ندارد و ما به خوبی با کمک فداییان دموکرات آذربایجان می‌توانیم، قوای دولتی را تارومار کنیم».
با این‌حال در مهاباد هم، هیچ مقاومتی چه از طرف شبه نظامیان جمهوری مهاباد و چه از طرف مردم محلی صورت نگرفت و روز۲۳ آذرماه، برخی از مردم مهاباد به استقبال ارتش ایران به میاندوآب، نزد ژنرال همایونی رفتند. روز ۲۴ آذر، اسداوف که در نقش نمایندهٔ بازرگانی شوروی در مهاباد، زمام جمهوری را در دست داشت، مهاباد را به سوی ارومیه ترک کرد. فردای آن روز (۲۵ آذر)، قاضی محمد، سیف قاضی، حاجی باباشیخ و چند تن دیگر از سران جمهوری مهاباد به روستای حمامیان رفتند تا با فرماندهٔ ارتش که در آن روستا اسکان یافته بود، گفتگو کنند. در این دیدار، تیمسار همایونی از قاضی محمد پرسیده بود که چرا کردها را در جهت تجزیهٔ ایران، راهنمایی می‌کردی؟ قاضی محمد پاسخ داده بود «هر عملی در آنجا تحت نظارت و فشار روس‌ها انجام گردیده است». روز۲۶ آذر ماه ۱۳۲۵ قاضی محمد و سایر سران جمهوری مهاباد به روستای گوگ تپه رفتند تا در آنجا رسماً خود را تسلیم نیروهای ارتش کنند. ارتش ایران از سمت شمال و قوای همراه سرهنگ غفاری به اتفاق عشایر کرد، از سمت شرق با سرعت وارد شهر شدند. عشایر کردی که به یاری سرهنگ غفاری آمدند، عشایر ایل‌های دهبکری، مامش ،منگور و پیران از منطقهٔ بوکان و مهاباد بودند. نوری شاه‌ویس (از یاران ملا مصطفی بارزانی)، در خاطرات خود می‌نویسد: «به‌طوری‌که خودم از ملا مصطفی شنیدم، قبل از حمله به مهاباد، آمریکایی‌ها به مذاکره با قاضی محمد پرداخته و به او قول داده بودند اگر از جنگ و درگیری احتراز کند و تسلیم شود، جان وی و دیگر افراد جمهوری در امان خواهد بود.»
ستوان دوم ارتش اعزامی به آذربایجان، مأمور منطقه مهاباد، خود به دو بخش تقسیم شدند و از دو ناحیهٔ منطقه مهاباد را محاصره نمودند، یعنی از شمال (نقده) و شرق بوکان و (تکاب و شاهین دژ و میاندوآب). از سمت جنوب یعنی چند کیلومتر پایین‌تر از بوکان (سرا) قبلاً هم ارتش حضور داشت، در این میان تنها جایی که از دسترس ارتش ایران به دور مانده بود منطقه غرب مهاباد و به طرف پیرانشهر بود که این منطقه بسیار صعب العبور است (به‌ویژه در زمستان و اواخر پاییز) و تعداد روستاهای این مسیر، انگشت شمار هستند، در حالی که مسیر اصلی مهاباد به پیرانشهر از نقده می‌گذرد که ارتش آن را مسدود نموده بود و راهی برای گریز وجود نداشت.
پس از آزادسازی مهاباد، دولت شاهنشاهی با یک دادگاه، قاضی محمد و برادرانش را به اعدام محکوم می‌کند. حکم اعدام قاضی محمد و برادرانش در ۱۰ فروردین ۱۳۲۶ در میدان چوارچرا مهاباد اجرا می‌شود.

### پیامدهای فروپاشی جمهوری مهاباد
در اردیبهشت ۱۳۲۵، اتحاد جماهیر شوروی، پس از قرارداد قوام-سادچیکف و گرفتن امتیازات نفتی و زیر فشار برخی از دولت‌های غربی، نیروهای نظامی‌اش را فراخواند. برخی معتقدند که مهم‌ترین علت سقوط دولت‌های مهاباد و آذربایجان، عقب‌نشینی قوای شوروی از ایران و همزمان اعزام نیروهای ارتش ایران به مهاباد بوده است. قاضی محمد برای مقابله با ارتش ایران، جز چند واحد عشایری پراکنده، نیروی دیگری نداشت و در وضعیت بحرانی به سر می‌برد. در آذرماه ۱۳۲۵ ارتش به فرقهٔ دموکرات آذربایجان حمله کرد و قوای فرقهٔ دموکرات در طول ۲۴ ساعت در هم شکستند. با شکست نیروهای دموکرات آذربایجان در گردنهٔ قافلانکوه در شب ۱۹ آذر، جمهوری مهاباد افول کرد و دو روز بعد، برادر قاضی محمد؛ صدر قاضی به قصد ملاقات با سرلشکر همایونی به میاندوآب رفت. این دیدار به قصد زمینه‌سازی در جهت استقرار مسالمت‌آمیز نیروهای ارتش ایران در منطقهٔ مهاباد بود. در فرجام این دیدار، قرار شد نیروهای بارزانی از مهاباد خارج شوند و قوای دولتی در آن محدوده، مستقر شوند. بارزانی‌ها عقب‌نشینی کردند و نیروهای ارتش به سمت مهاباد به حرکت درآمدند. در این هنگام نیروهای نامنظم ایلی من جمله؛ واحدهای دهبُکری، مامش و منگور که از ابتدا با جمهوری مهاباد و شخص قاضی محمد مخالف بودند، به عنوان طلایه‌دار، قوای دولتی را همراهی کردند؛ اما به دلیل مخالفت یکی از نمایندگان قاضی محمد، قوای عشایری مخالف جمهوری مهاباد، به دستور فرماندهان نظامی ارتش متوقف شدند و ارتش وارد مهاباد شد. تا چند روز روابط دوستانه‌ای میان فرماندهان ارتش و سران دولت مهاباد برقرار بود؛ اما به یکباره ورق برگشت و در ۲۶ و ۲۷ آذر، ارتش شروع به دستگیری سران جمهوری ساقط شده کرد. قاضی محمد و پسرعمویش سیف قاضی نیز دستگیر و روانهٔ زندان شدند. با دستگیری و بازداشت سران جمهوری مهاباد، مقامات ارتش که دیگر کنترل مهاباد را به دست گرفته بودند. از تمامی کسانی که از بازداشتی‌ها شکایت داشتند، تقاضا کردند که مدارک خود را جهت پیگیری به ارتش ارائه دهند.

### پیامدهای اعدام
بعد از اعدام، محمدرضاشاه همراه حسین فردوست، ارتشبد نیروی زمینی شاهنشاهی ایران به مهاباد رفت. به او خبر داده بودند که اهالی منطقه مُکریان (مهاباد و بخش‌ها) از او ناراحت هستند. در مهاباد و حومه یک نفر حتی فرماندار ویژه مهاباد نیز به استقبال او نیامد. همچنین در روز ۱۱ مه ۱۹۴۷ (۱۰ فروردین ۱۳۲۶) تظاهرات خشونت باری در شهر خرم‌آباد، مرکز لرستان در اعتراض به اعدام‌ها در مهاباد صورت گرفت.

## یادداشت
1. ↑  برخی منابع، روستای حمامیان و بوکان قید کرده‌اند.